# Paleoparadoxia
Paleoparadoxia («стародавній парадокс») — рід великих травоїдних водних ссавців, що населяли прибережний регіон північної частини Тихого океану в епоху міоцену (20-10 мільйонів років тому) від вод Японії (Цуяма і Янагава), до Аляски на півночі та вниз до Нижньої Каліфорнії, Мексика.

## Опис

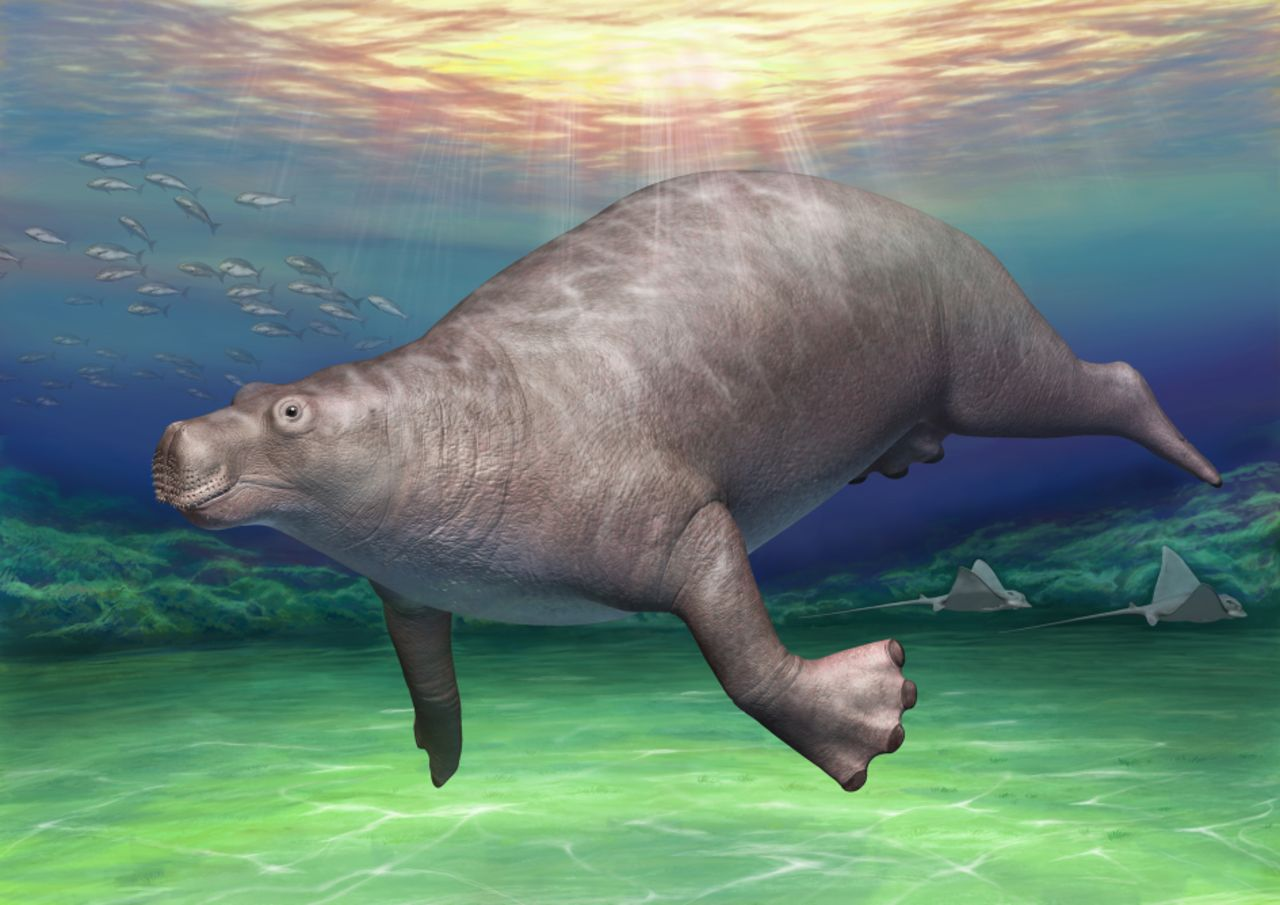
Реставрація

Вважається, що Paleoparadoxia харчувалися переважно морськими водоростями та морськими травами. Щелепи і кут зубів нагадують ківш екскаватора. Громіздке тіло було добре пристосоване для плавання та підводного пошуку їжі. Спочатку вважається, що Paleoparadoxia були повністю морськими ссавцями, як і їхні живі родичі, сирени, які більшу частину свого життя йшли по морському дну, як морські бегемоти. Дослідження переваг у середовищі існування показують, що Paleoparadoxia віддали перевагу глибоким, морським водам.
Оцінки розміру P. tabatai різняться: екземпляр Цуяма має розміри 215 см у довжину, 80 см у висоту та 582 кг маси тіла, а інші екземпляри мають розміри 1048 кг та 3,2 метричних тонни тіла.